# جاك هانراهان
جاك هانراهان (بالإنجليزية: Jack Hanrahan)‏ هو كاتب سيناريو أمريكي، ولد في 16 يناير 1933 في كليفلاند في الولايات المتحدة، وتوفي بنفس المكان في 28 أبريل 2008.

## وصلات خارجية
- جاك هانراهان على موقع IMDb (الإنجليزية)
- جاك هانراهان على موقع قاعدة بيانات الفيلم (الإنجليزية)
- جاك هانراهان على موقع كينوبويسك (الروسية)